# Secrétaire d'État au Département du Taoiseach
Le Secrétaire d'État au Département du Taoiseach, officiellement qualifié de Secrétaire d'État au département du Taoiseach (avec une responsabilité particulière en tant que whip en chef du gouvernement), est le whip en chef du gouvernement de l'Irlande et est le plus ancien Secrétaire d'État dans le gouvernement irlandais.
Le rôle du whip est principalement celui du responsable de la discipline pour tous les partis du gouvernement, afin de s'assurer que tous les députés, y compris les ministres, assistent au Dáil et suivent la ligne du gouvernement sur toutes les questions.